# Windstille

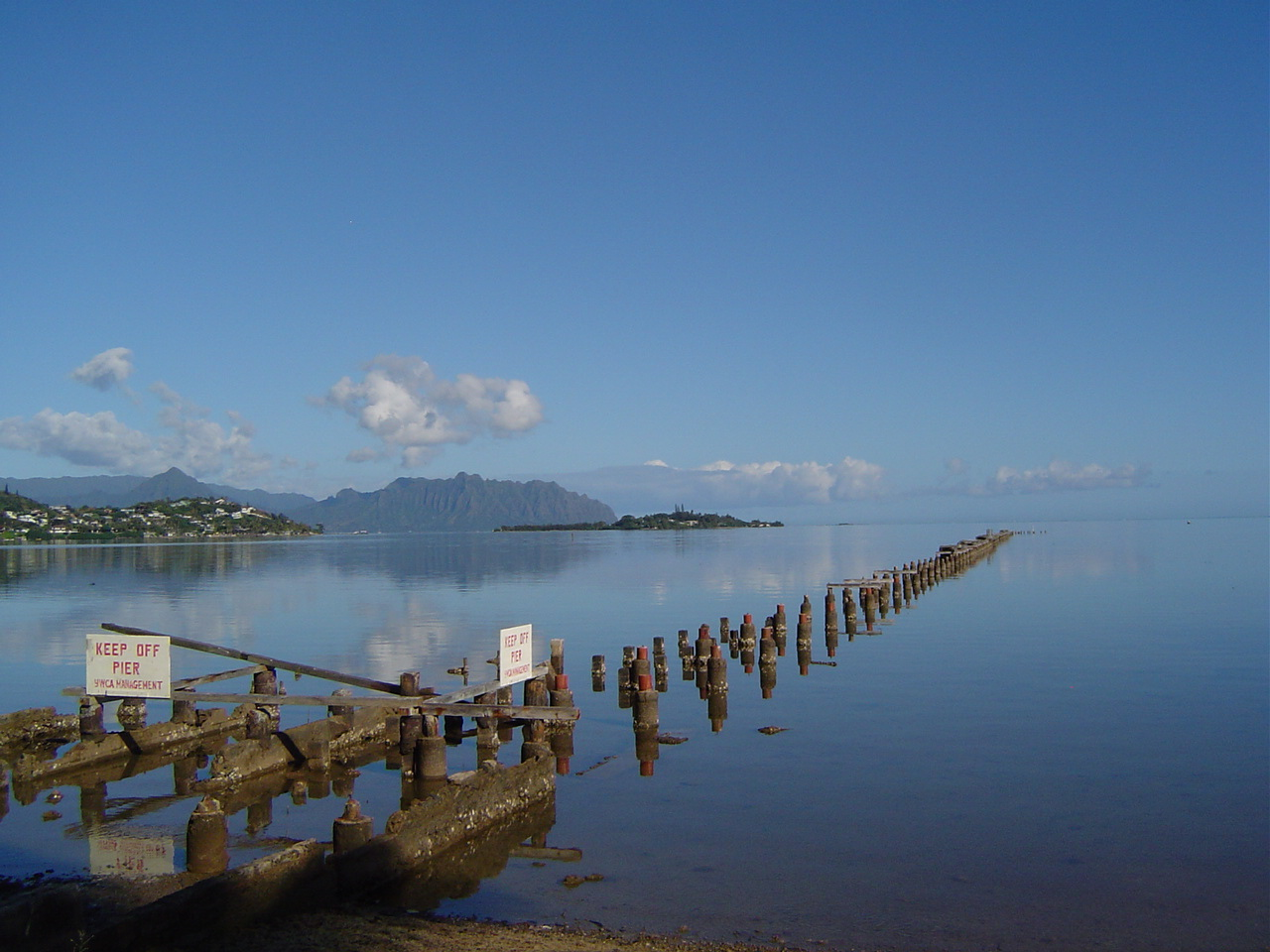
Windstille Küste (Kāne'ohe Bay, Hawaii)

Senkrecht aufsteigender Wasserdampf von Kühltürmen an einem windstillen Tag

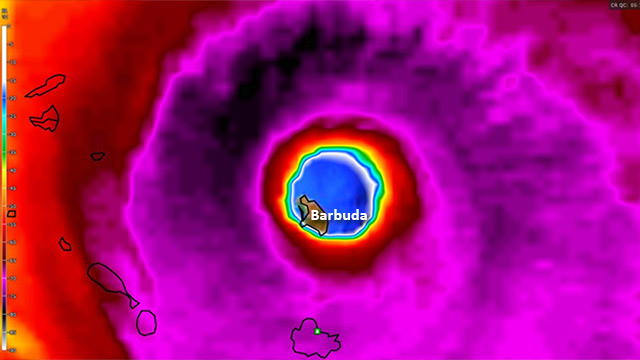
Windstilles Auge des Hurrikans Irma über Barbuda am 6. September 2017

Windstille oder Flaute bezeichnet auf der Beaufortskala die Größe Null. Sie ist erkennbar an der Glätte großer Wasseroberflächen und schränkt an Land den Austausch und die Durchmischung von Luftmassen ein. Es können sich Inversionswetterlagen bilden und Feinstaubbelastungen.

## Auswirkungen auf die Seefahrt
Da Seegang und Dünung vom Wind verursacht werden, gehen sie bei längeren Flauten zurück (zunächst der Seegang, erst sehr viel später die Dünung, sofern auch in angrenzenden Gebieten kein Wind weht) und Wasserflächen können schließlich spiegelblank werden. Auf kleineren Wasserflächen, auf denen es keine Dünung gibt (Teiche, Seen, geschützte Buchten usw.), stellt sich dieser Effekt dementsprechend sehr viel schneller und öfter ein.
Lang andauernde Flauten auf dem Wasser waren immer ein großes Problem für Segelschiffe, vor allem auf offener See; oft verdarben die Lebensmittel und die Wasservorräte gingen zu Ende, was dann Krankheit oder Tod für einen großen Teil der Mannschaft bedeutete. Davon künden noch heute Seemannslieder, z. B. Hamborger Veermaster oder Wir lagen vor Madagaskar. Eine furchtbare Flaute beschreibt Joseph Conrad in der Erzählung Die Schattenlinie.
Erste Abhilfe schuf man durch den Einsatz von Ruderern schon in der Antike – bis in die Neuzeit blieb dies die einzige Antriebsalternative auf See und erst mit Hilfe der Motoren wandelte sich die Situation grundlegend.
Heute hat auf See fast jede Segelyacht und jeder Mehrmaster zumindest einen Hilfsmotor, der bezeichnenderweise umgangssprachlich oft Flautenschieber genannt wird.
Relative Windstille (d. h. Fehlen des scheinbaren Windes) herrscht bei jeder Bewegung in Windrichtung mit Windgeschwindigkeit, so auch z. B. auf Booten, die bei leichtem Rückenwind (in gleicher Geschwindigkeit) unter Motor fahren. Soll auf Segelbooten bei leichtem Rückenwind unterstützend der Motor eingesetzt werden, verringern sich entsprechend der scheinbare (d. h. auf dem Boot wahrgenommene) Wind und damit die Segelleistung, die bei „relativer Windstille“ schließlich bei Null liegt; in diesem Fall fährt das Boot letztlich vollständig unter Motorkraft, mit entsprechend hohem Kraftstoffverbrauch, da die Segel aufgrund Windmangels wirkungslos sind.

## Tropische Wirbelstürme
Im Auge eines tropischen Wirbelsturms herrscht fast Windstille, während an der Augenwand die höchsten Winde auftreten, die Geschwindigkeiten von mehr als 300 km/h erreichen können.

## Windstille Seegebiete
- Rossbreiten zwischen den Passatgebieten und den Westwindgebieten der Nord- und der Südhalbkugel
- Kalmen im Bereich des Äquators